# 珍妮佛·英格利許
珍妮佛·英格利許（英語：Jennifer English，1995年8月18日—）是一名英國演員。她曾在多部電子角色扮演遊戲中演出，其中最為出名的是2023年正式發行的《博德之门3》，飾演影心 (Shadowheart) 。近期較知名的演出是為2025年的《光與影：33號遠征隊》的主角瑪艾兒 (Maelle) 獻聲。

## 作品列表
| 年份 | 名稱                   | 角色        | 備註 |
| ---- | ---------------------- | ----------- | ---- |
| 2017 | 《神界：原罪2》        | Leya        |      |
| 2022 | 《艾爾登法環》         | Latenna     |      |
| 2023 | 《博德之门3》          | Shadowheart |      |
| 2025 | 《光與影：33號遠征隊》 | Maelle      |      |
| 待定 | 《湮滅之潮》           | Gwendolyn   |      |

## 個人生活
英格利許認同自身為女同性戀。目前正在與《博德之门3》演出期間認識的導演 Aliona Baranova 交往當中。